# 헥토어 호들러
헥토어 호들러(독일어: Hector Hodler, 에스페란토: Hektoro Hodlero 헥토로 호들레로, 1887년 10월 1일~1920년 3월 31일)는 스위스의 에스페란티스토이다. 초기 에스페란토 운동에 중요한 역할을 하였으며, 세계 에스페란토 협회의 창립자 가운데 하나다.

## 생애
1887년 10월 1일 제네바에서 태어났다. 아버지 페르디난트 호들러는 유명한 화가로, 빈곤에서 급격히 부유해졌다. 1903년 16세 때 학교 친구 에드몽 프리바와 같이 에스페란토를 배웠다. 이후 이디옴네우트랄(Idiom Neutral)과 볼라크(Bolak)와 같은 다른 인공어들을 공부하였으나, 에스페란토가 가장 적합한 세계어라는 결론을 내렸다.
1906년 제2차 세계 에스페란토 대회에 참석하였고, 여기서 테오필 루소(Théophile Rousseau)와 카를(Carles) 등과 같이 세계 에스페란토 단체들을 하나로 통합하는 것에 대한 논의를 하였다. 이는 세계 에스페란토 협회의 모체로 여겨진다. 1908년 4월 28일 호들러와 루소 등은 세계 에스페란토 협회를 공식적으로 설립하였다. 호들러는 세계 에스페란토 협회 이사(에스페란토: Ĝenerala Direktoro) 및 부회장(에스페란토: Vicprezidanto)이 되었다. 1916년 제1대 세계 에스페란토 협회 회장 해럴드 볼링브로크 뮤디(영어: Harold Bolingbroke Mudie)가 사망하자. 그 뒤를 이어 1919년 제2대 회장이 되었다. 그러나 곧 1920년에 이 자리를 에두아르트 슈테틀러(독일어: Eduard Stettler)에게 넘겼다. 호들러에 대하여 죽마고우 에드몽 프리바는 다음과 같이 평했다.
자멘호프의 천재성이 언어적 방면으로 창시한 것에 그[호들러]는 사회적 방면에서 필요한 기반을 추가하였다.
Al tio, kion iniciatis la genio de Zamenhof sur kampo lingva, li aldonis la necesan bazon sur la kampo socia.

에스페란토 관련 활동 말고도 호들러는 평화주의와 동물 보호에 관심을 가졌다. 1916년에는 민족 사이의 평화로운 조직에 대하여 387쪽의 프랑스어 책을 저술하였다.
1920년 3월 31일 보주 레쟁(Leysin)에서 사망하였다. 사후 호들러는 자신의 에스페란토 관련 문헌을 세계 에스페란토 협회에 기증하였으며, 이는 오늘날 헥토어 호들러 도서관(에스페란토: Biblioteko Hector Hodler)로, 현재까지도 에스페란토 관련 문서를 소장한 도서관 중 가장 중요한 곳이다.